# La Trinité (Calan)

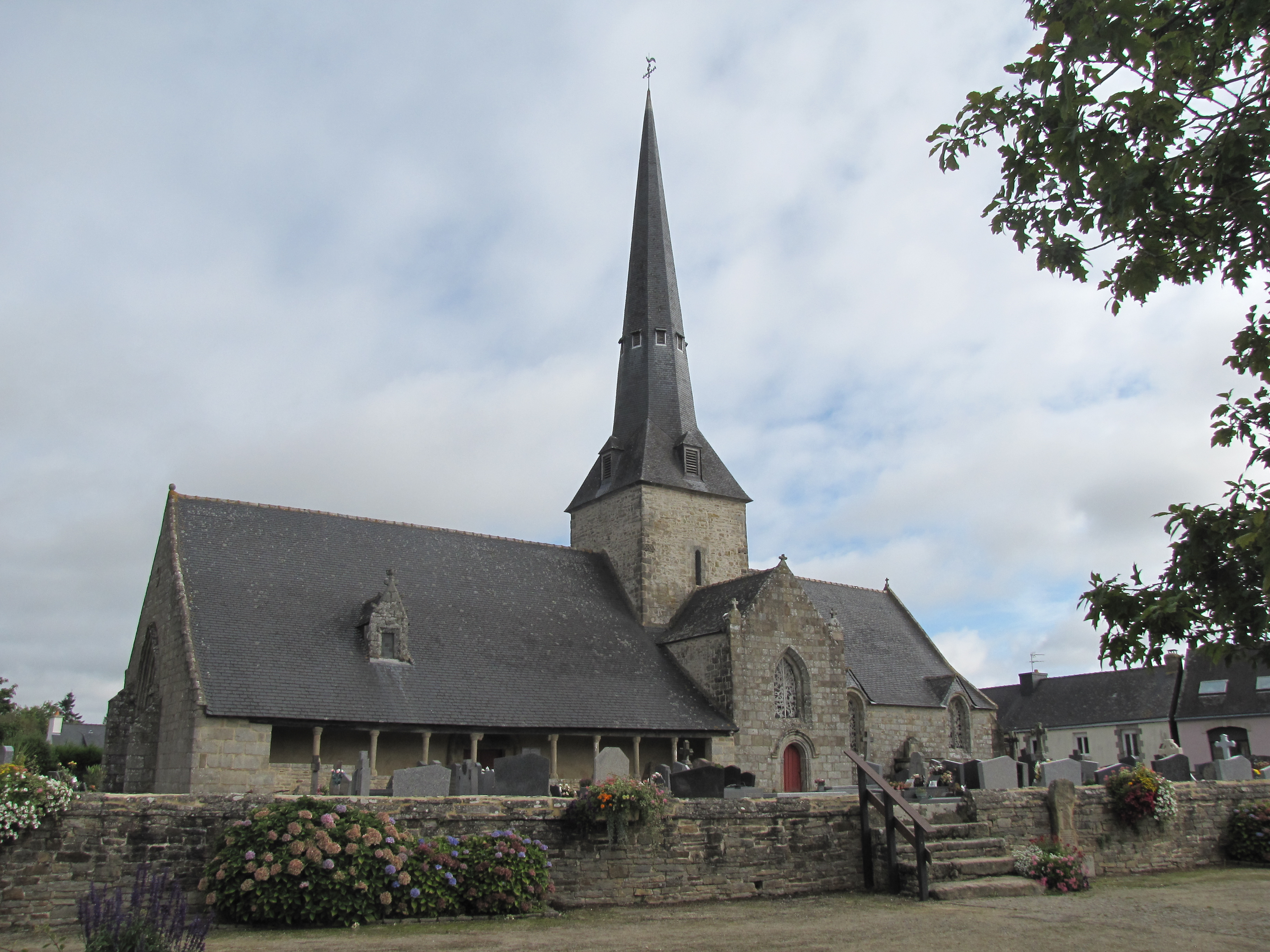
Pfarrkirche Trinité

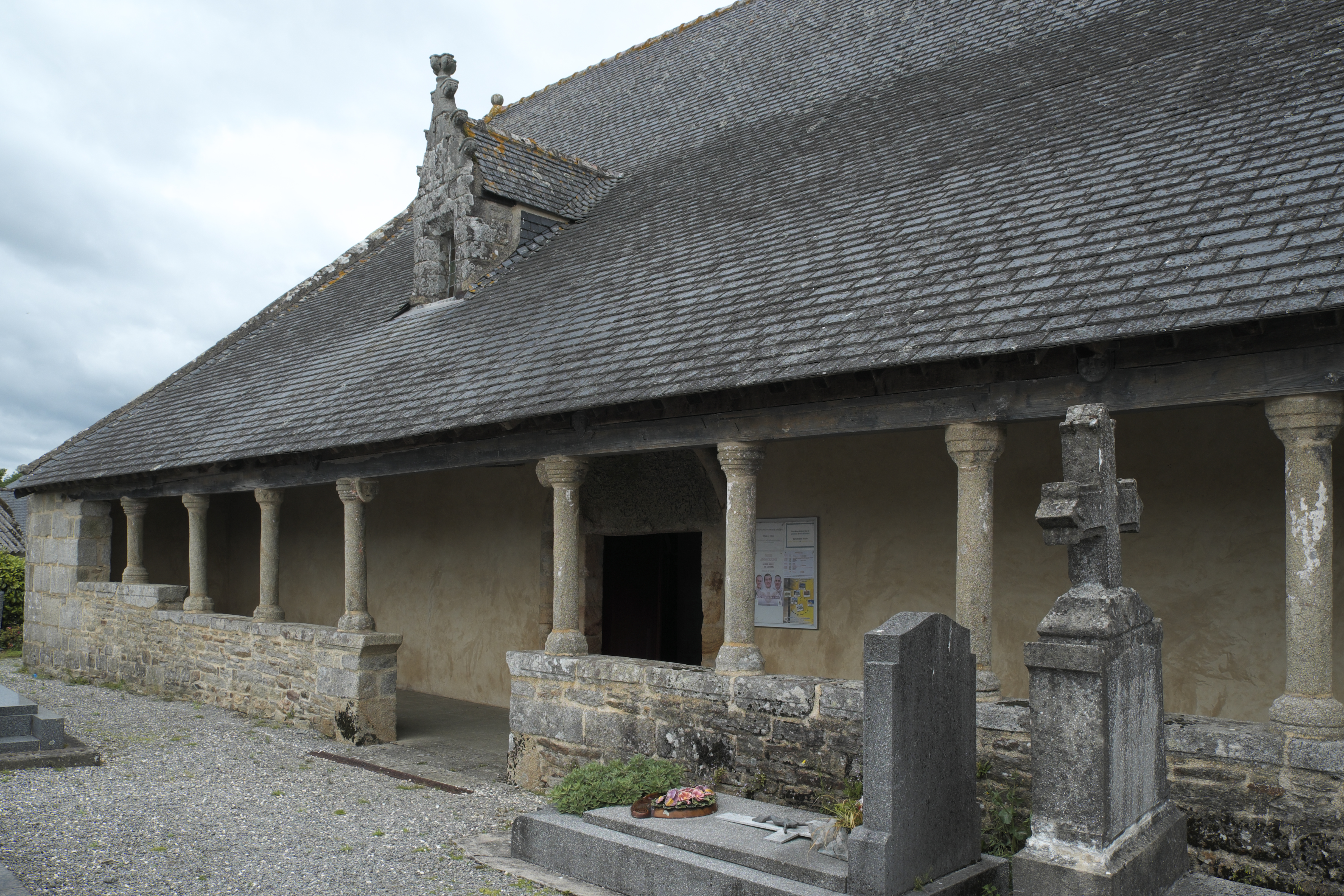
Galerie an der Südseite

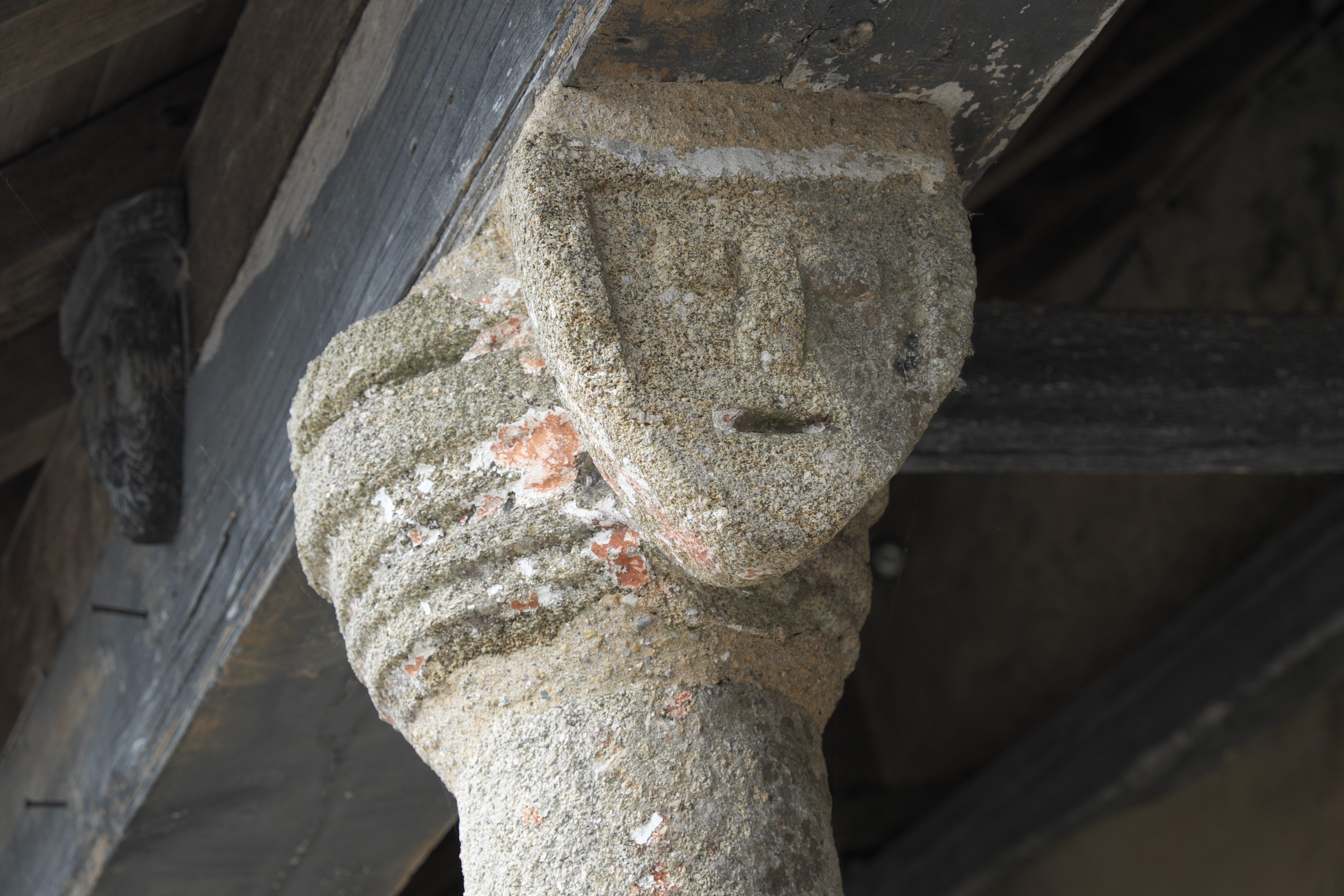
Galerie an der Südseite, Kapitell

Die katholische Pfarrkirche La Trinité in Calan, einer Gemeinde im Département Morbihan in der französischen Region Bretagne, wurde im 11./12. Jahrhundert errichtet. Die der Dreifaltigkeit geweihte Kirche gilt als eine der ältesten romanischen Kirchen in der Bretagne. Im Jahr 1930 wurde die Kirche, in der Reste romanischer Wandmalereien erhalten sind, als Monument historique in die Liste der Baudenkmäler in Frankreich aufgenommen.

## Geschichte
Das Langhaus und das Querschiff stammen vermutlich noch aus dem 11. Jahrhundert. Auch das Glockengeschoss des quadratischen Vierungsturmes, in das schmale, schießschartenartige Öffnungen eingeschnitten sind, ist noch aus romanischer Zeit erhalten. Im 15. und 16. Jahrhundert fanden umfangreiche Veränderungen statt, im 15. Jahrhundert wurde der Chor erneuert. In einen Holzbalken des Dachstuhls im nördlichen Langhaus ist die Jahreszahl 1425 eingeschnitzt. Zu Beginn des 19. Jahrhunderts wurde auf den Vierungsturm ein neuer, schiefergedeckter Spitzhelm aufgesetzt.

## Architektur

### Außenbau
An der Südseite des Langhauses verläuft eine Galerie, die von Steinsäulen mit schlichten Kapitellen getragen wird. Das ursprünglich im 13. Jahrhundert geschaffene Westportal wurde im 15. Jahrhundert verändert und im 19. Jahrhundert erneuert. Über dem Portal öffnet sich eine kleine Rosette.

### Innenraum

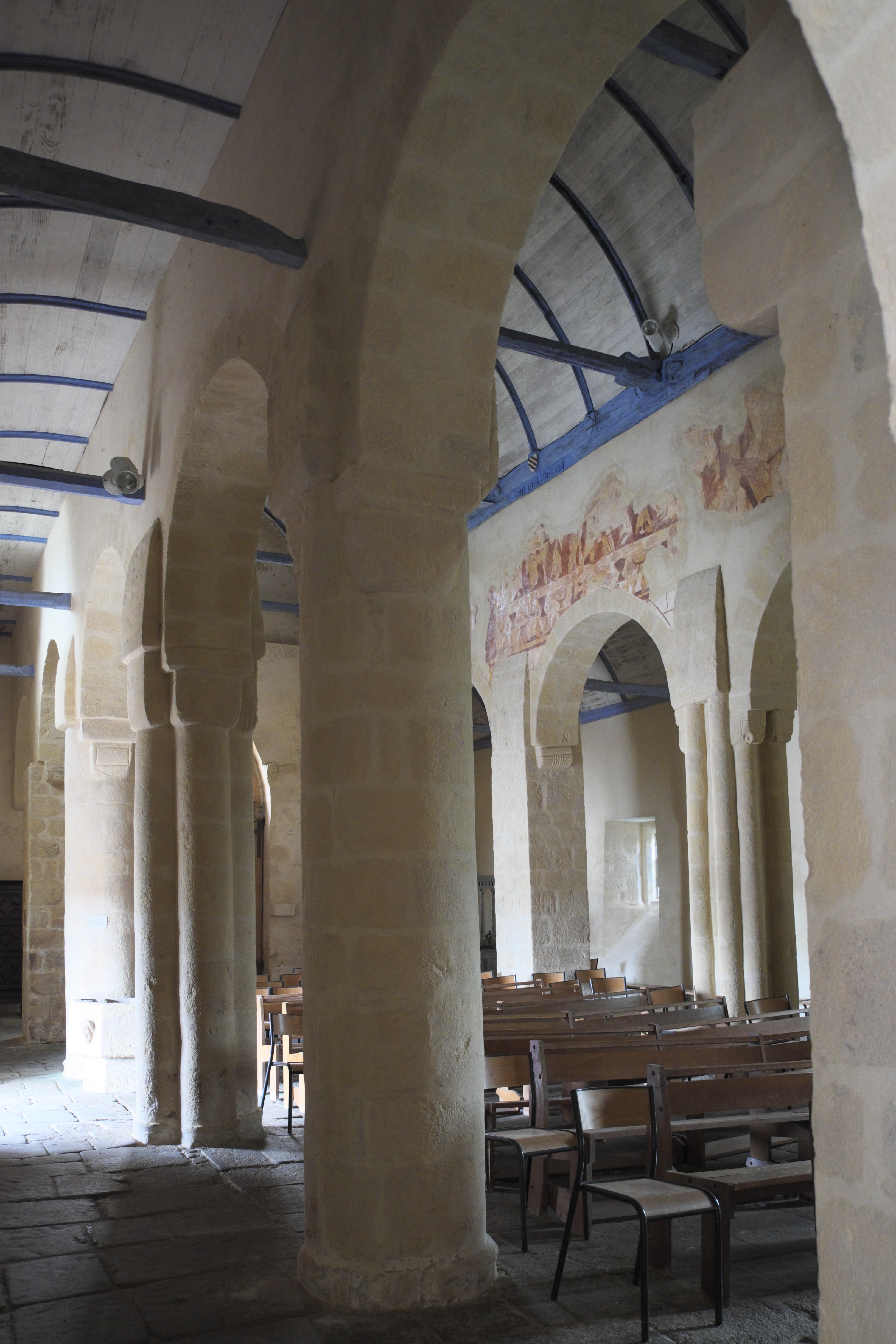
Innenraum

Die Kirche ist über dem Grundriss eines lateinischen Kreuzes errichtet. Der Innenraum einschließlich Chor erstreckt sich über neun Joche. Er besteht aus einem Hauptschiff und zwei Seitenschiffen, die sich auch im Chor fortsetzen, einem Querhaus und einem gerade geschlossenen Chor. Vom Hauptschiff öffnen sich Rundbogenarkaden, die auf Säulen und Pfeilern aufliegen, zu den Seitenschiffen. Die hohen Arkaden unter der Vierung, die auf mächtigen Pfeilern mit Säulenvorlagen ruhen, werden ins 10. oder 11. Jahrhundert datiert. Die Arkaden, die von den Seitenschiffen zum Chorraum führen, sind mit groben Wülsten verziert. Sie werden von eingestellten Säulen getragen, die romanische Kapitelle mit unterschiedlichen geometrischen Motiven aufweisen.

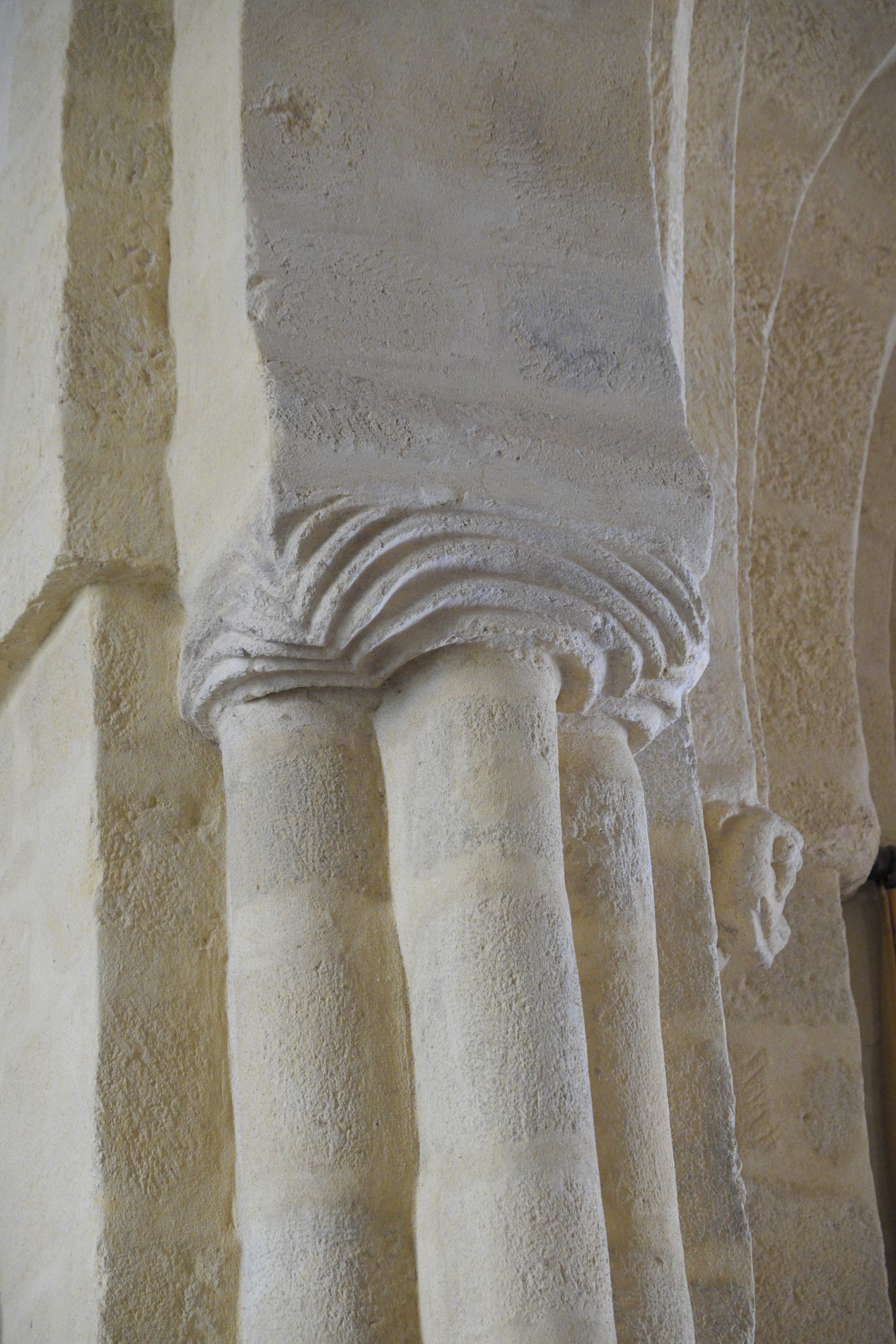
Kapitell
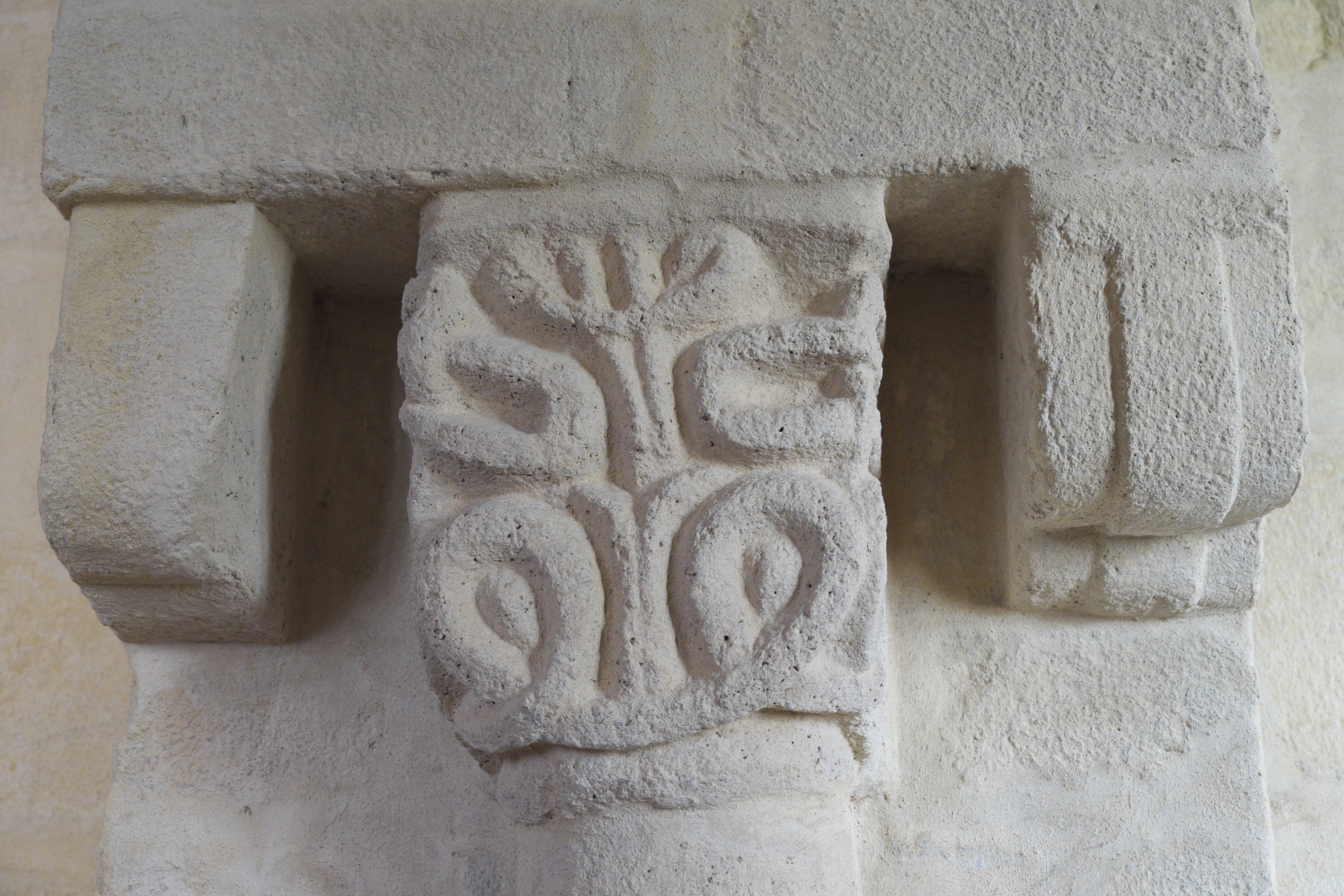
Kapitell
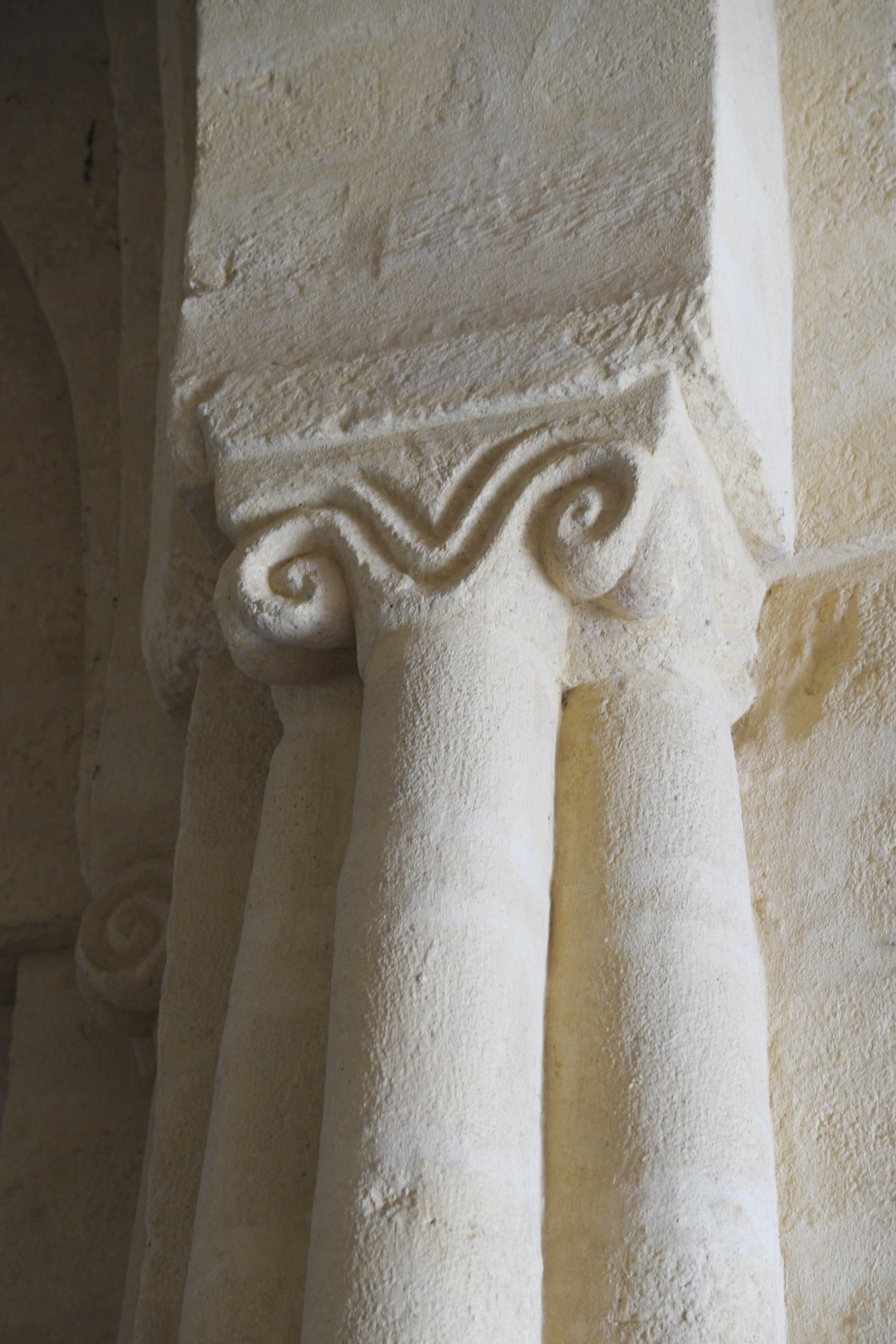
Kapitell

## Wandmalereien
An den Langhauswänden sind Reste romanischer Wandmalereien erhalten, die 1996 bei Renovierungsarbeiten wiederentdeckt wurden. Die Malereien werden ins 11. oder 12. Jahrhundert datiert. Auf den Darstellungen sind das letzte Abendmahl, der Teufel und eine Schlachtenszene zu erkennen.

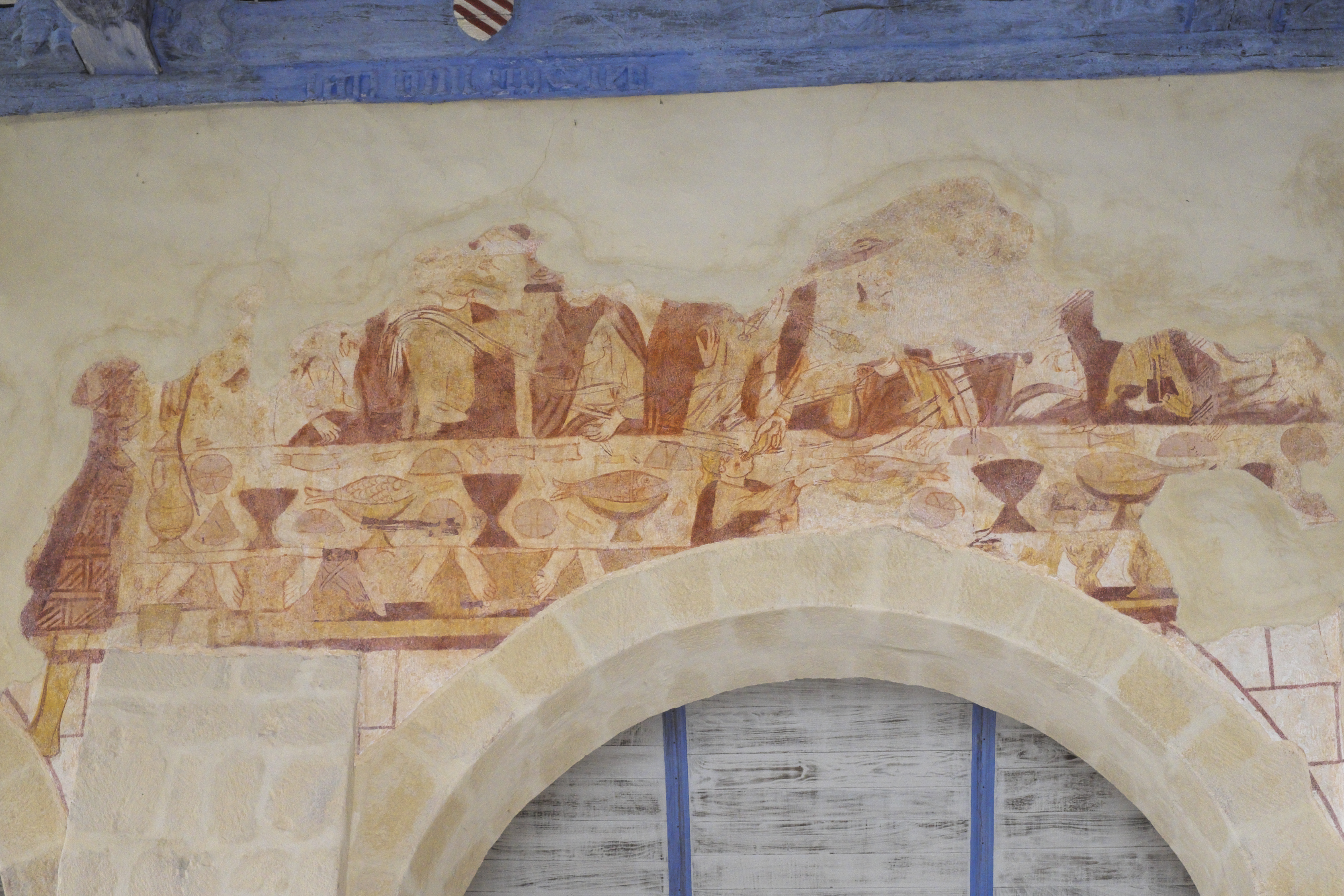
Abendmahl
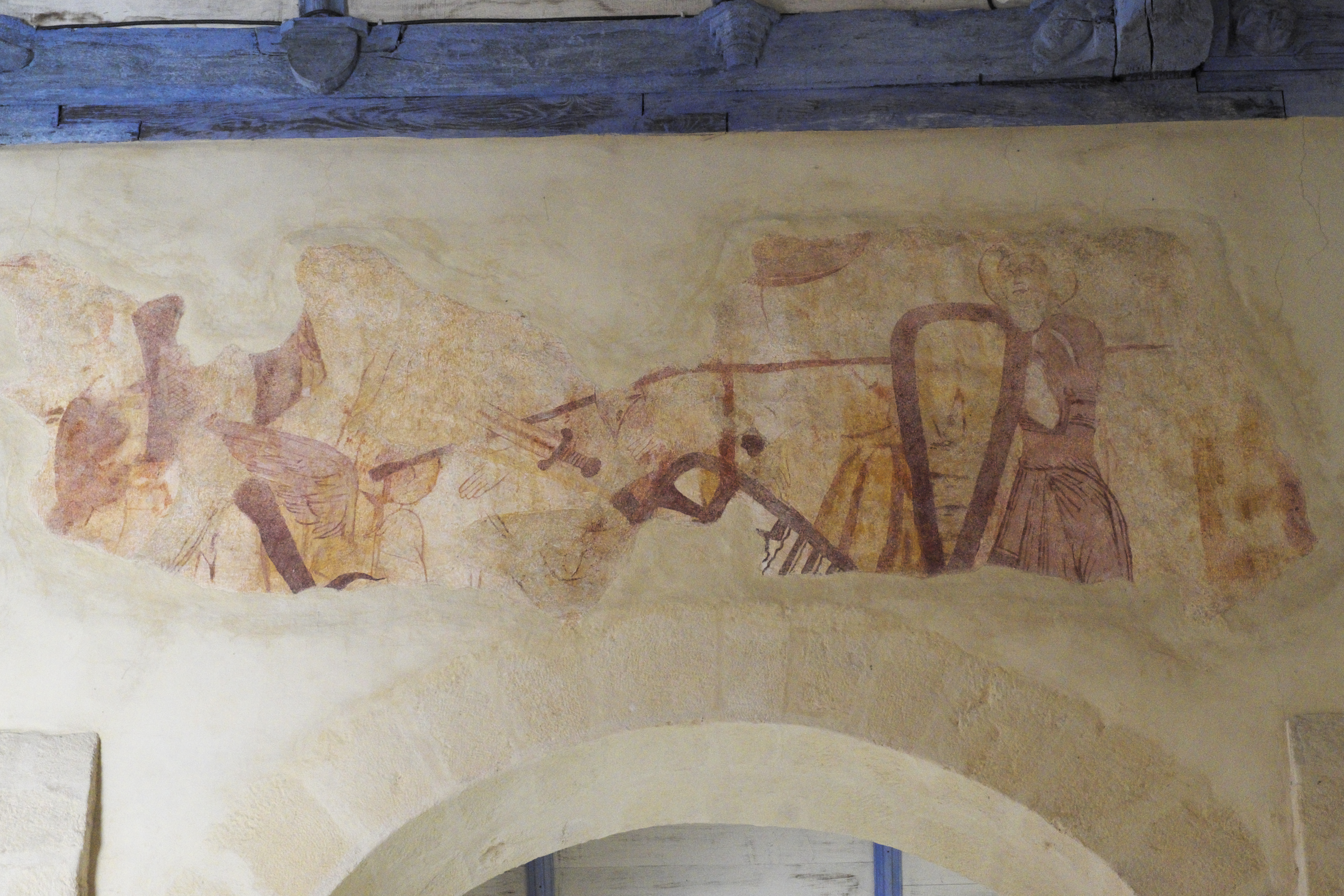
Schlacht
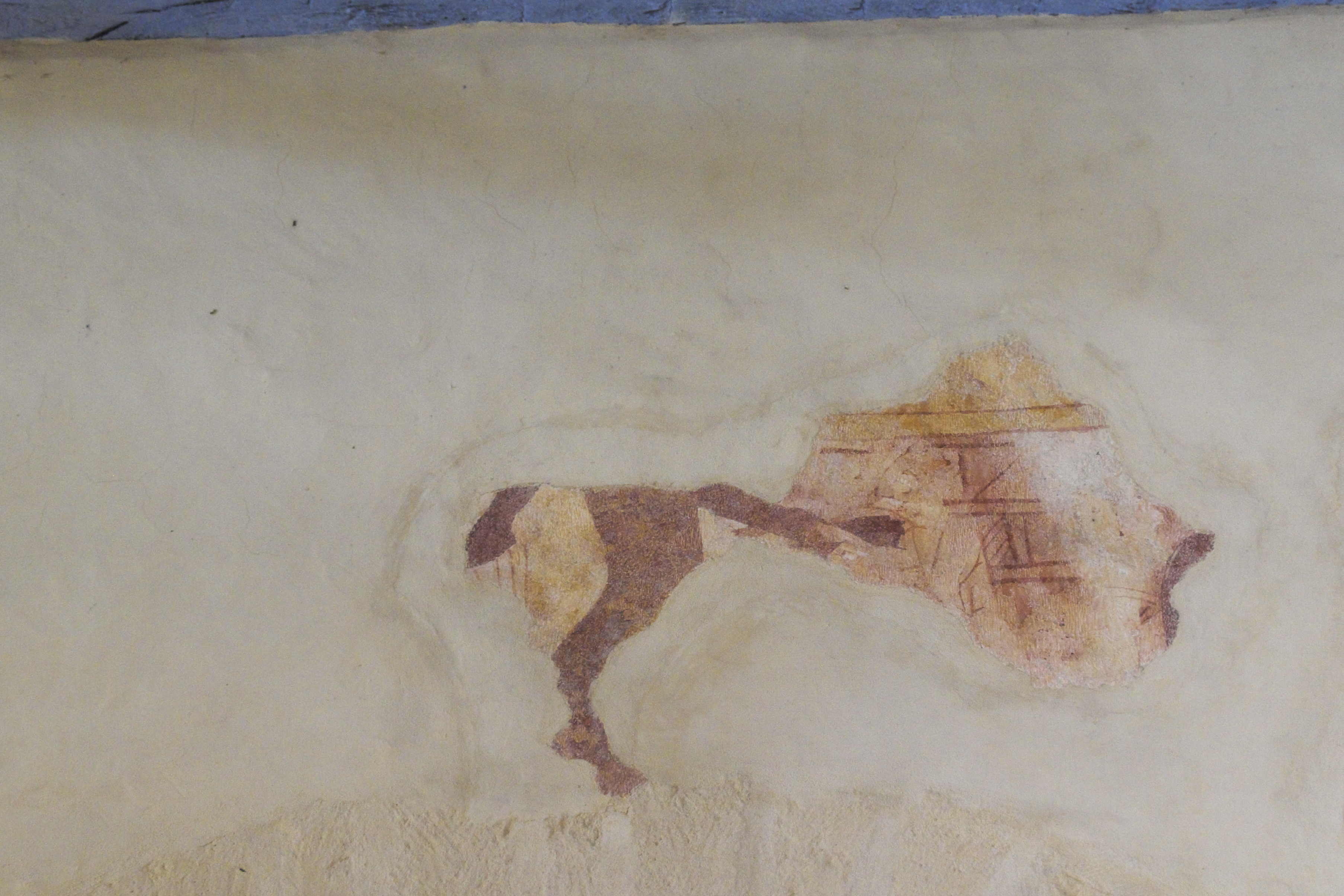
Teufel
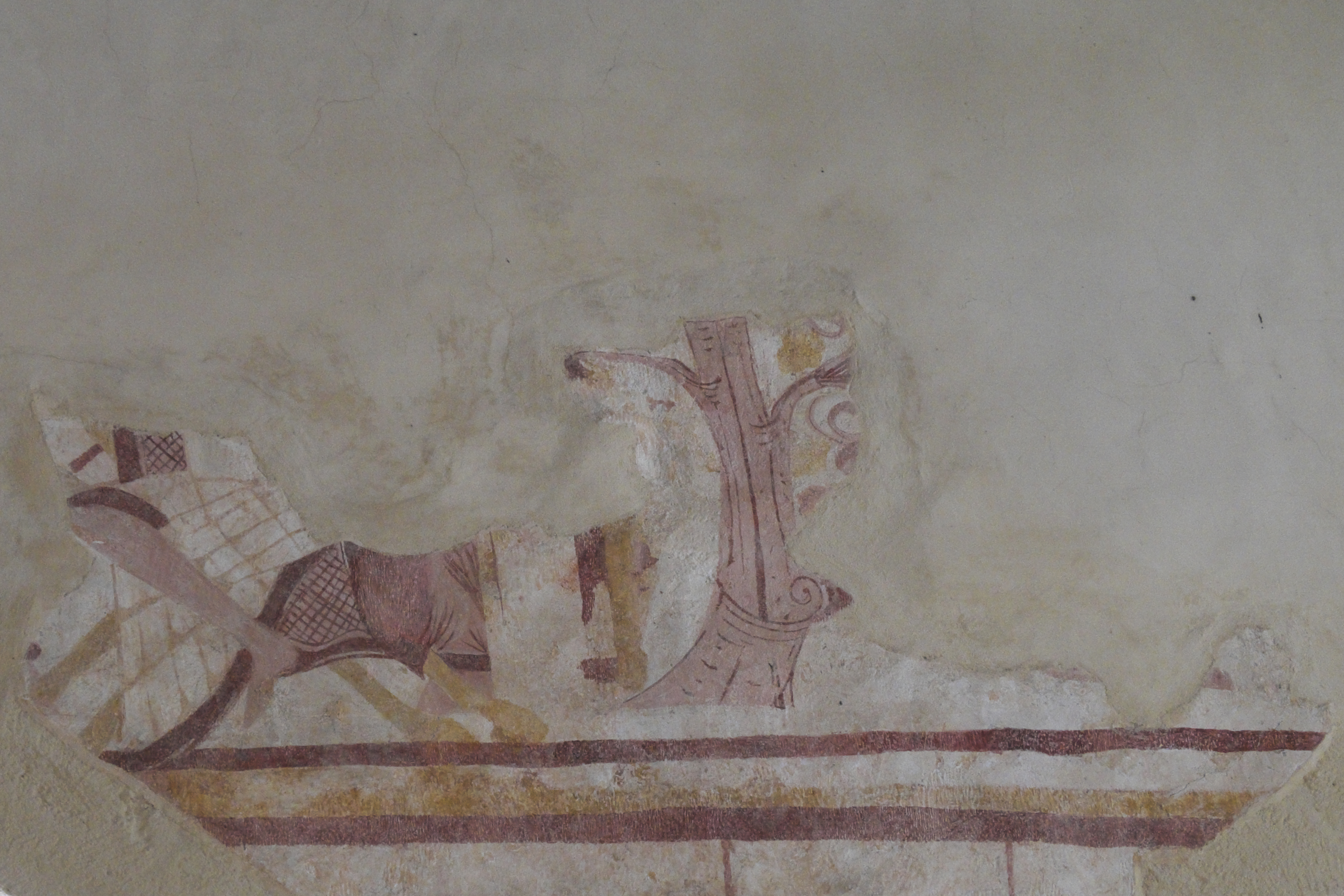
Fragment
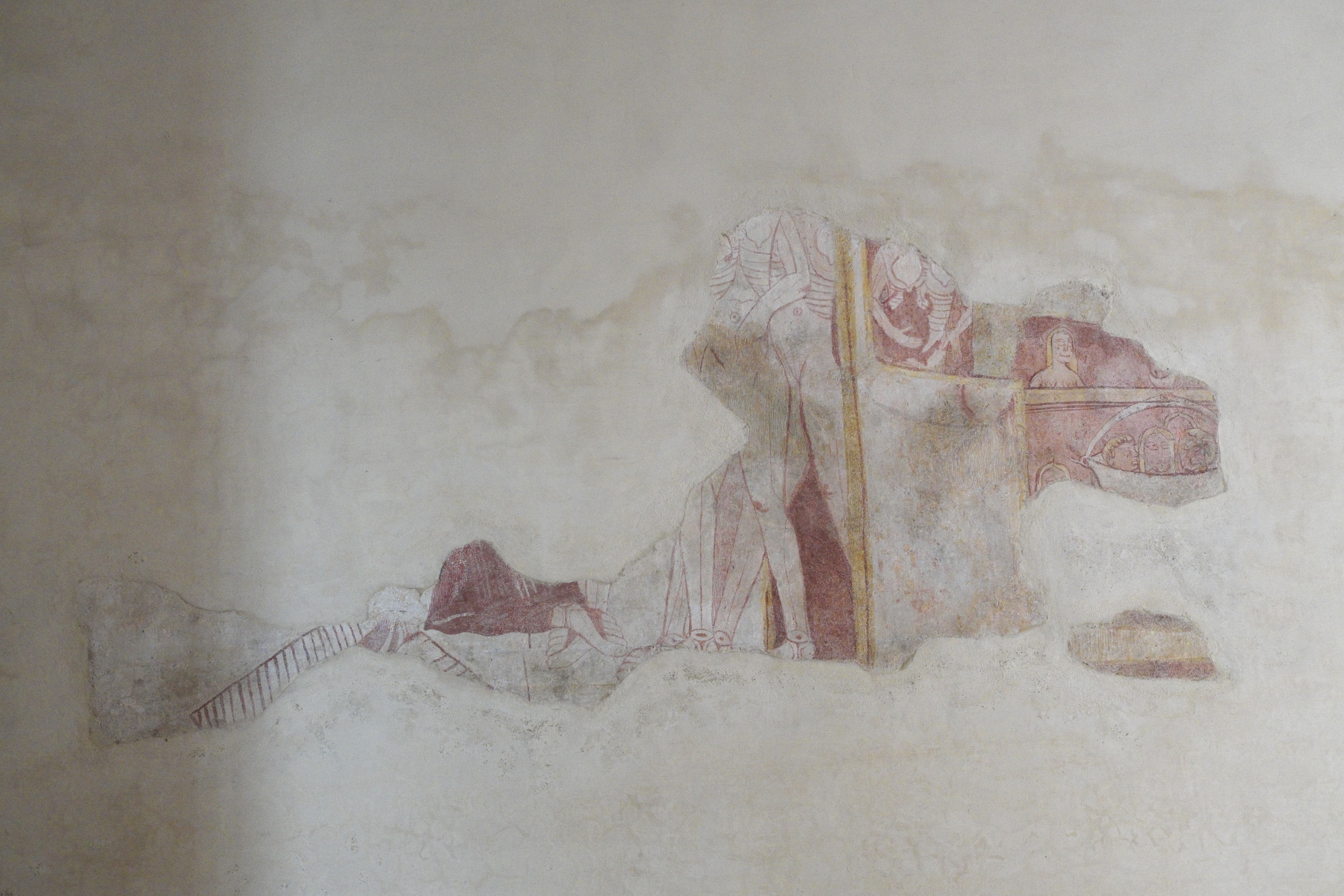
Fragment

## Ausstattung

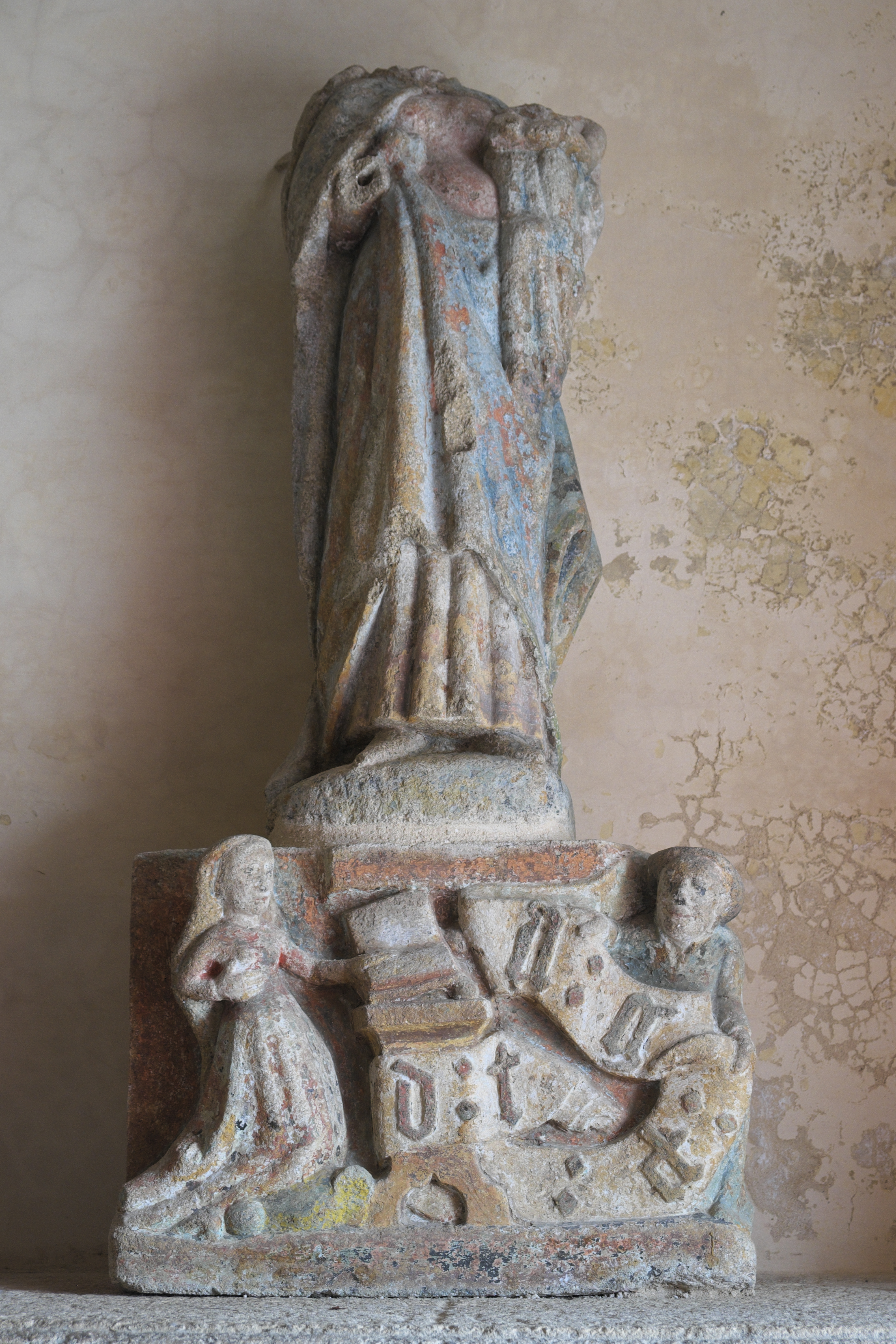
Madonna mit Kind, Verkündigung

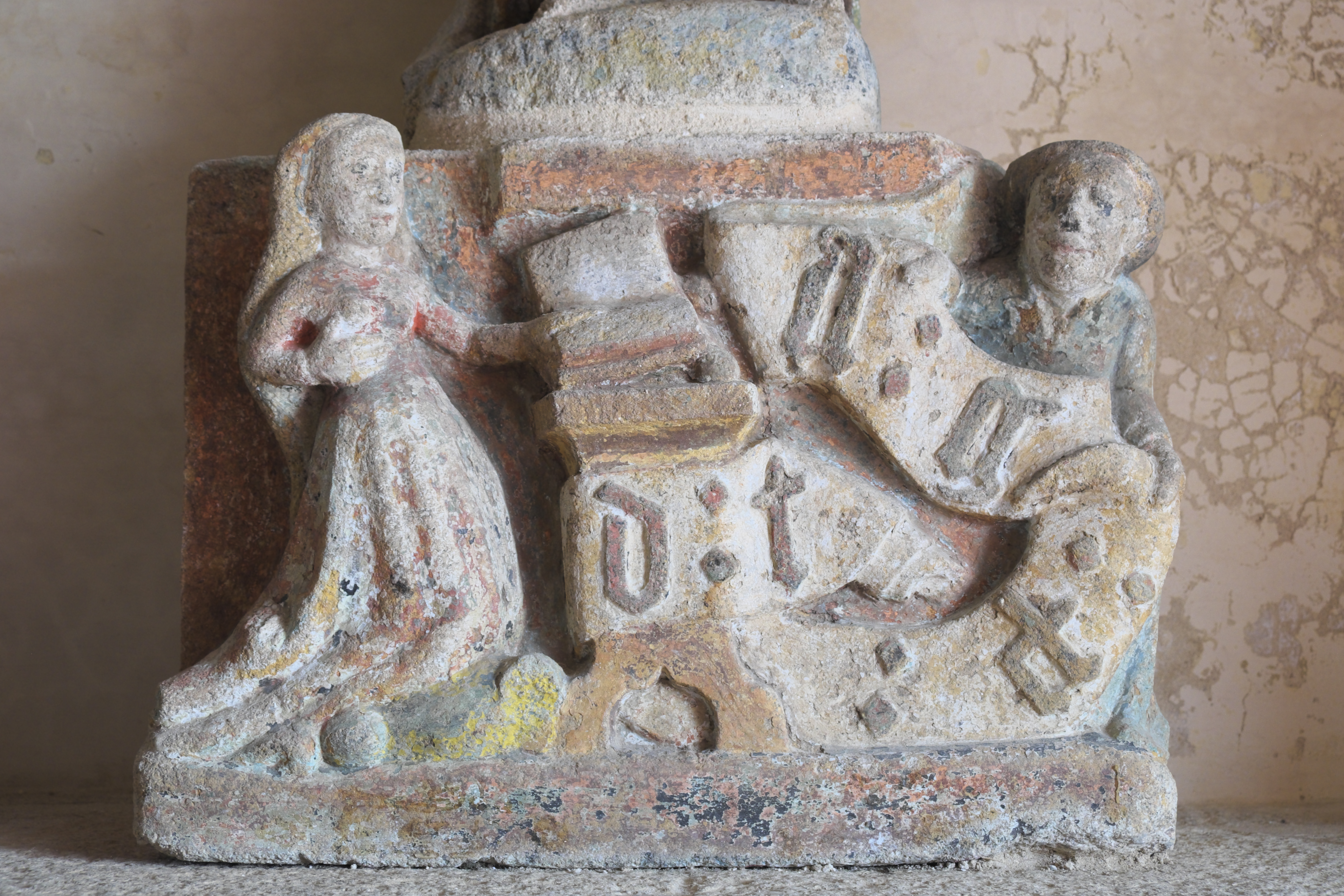
Verkündigung

- In die Ostwand des Chors ist ein Relief mit der Darstellung der Kreuzigungsgruppe aus dem 16. Jahrhundert in die Wand eingelassen. Links unter dem Kreuz steht Maria, die rechte Figur, vermutlich der Apostel Johannes, ist nicht mehr erhalten.
- Das Granitrelief mit der Darstellung der Verkündigung wurde in der ersten Hälfte des 16. Jahrhunderts als Teil eines Altarretabels geschaffen.[2]
- Die Madonna mit Kind über dem Verkündigungsrelief wird in die zweite Hälfte des 15. Jahrhunderts datiert. Die Granitfigur war vermutlich zerschlagen und im Friedhof begraben worden, nachdem sie nicht mehr in Gebrauch war. 1980 wurde sie bei Renovierungsarbeiten wiederentdeckt. Die ursprüngliche Farbfassung mit Vergoldung ist teilweise noch erhalten. Die Köpfe Mariens und des Jesuskindes fehlen, ebenso die rechte Hand Mariens.[3]
- Das Kruzifix im Langhaus wird in das 15. Jahrhundert datiert.[4]
- Die holzgeschnitzte Figur des Johannes des Täufers stammt aus dem 16./17. Jahrhundert. Johannes wird mit einem Fell bekleidet und einem Buch in der Hand dargestellt.
- Das achteckige, monolithische Weihwasserbecken aus Granit stammt wie das granitene Taufbecken aus dem 16. Jahrhundert. Es ist an der Außenseite mit dem Relief eines menschlichen Gesichts verziert.[5]

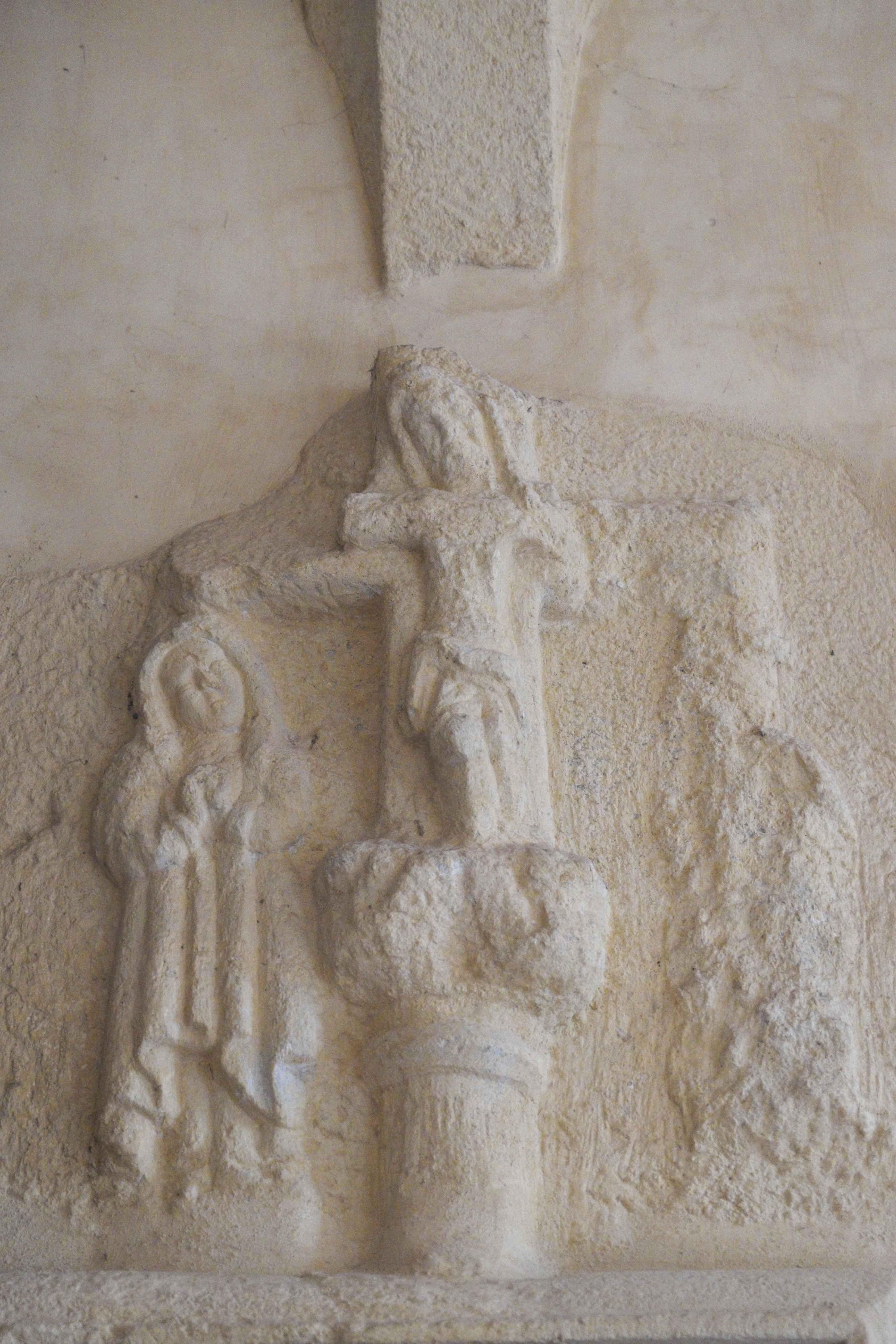
Kreuzigungsgruppe
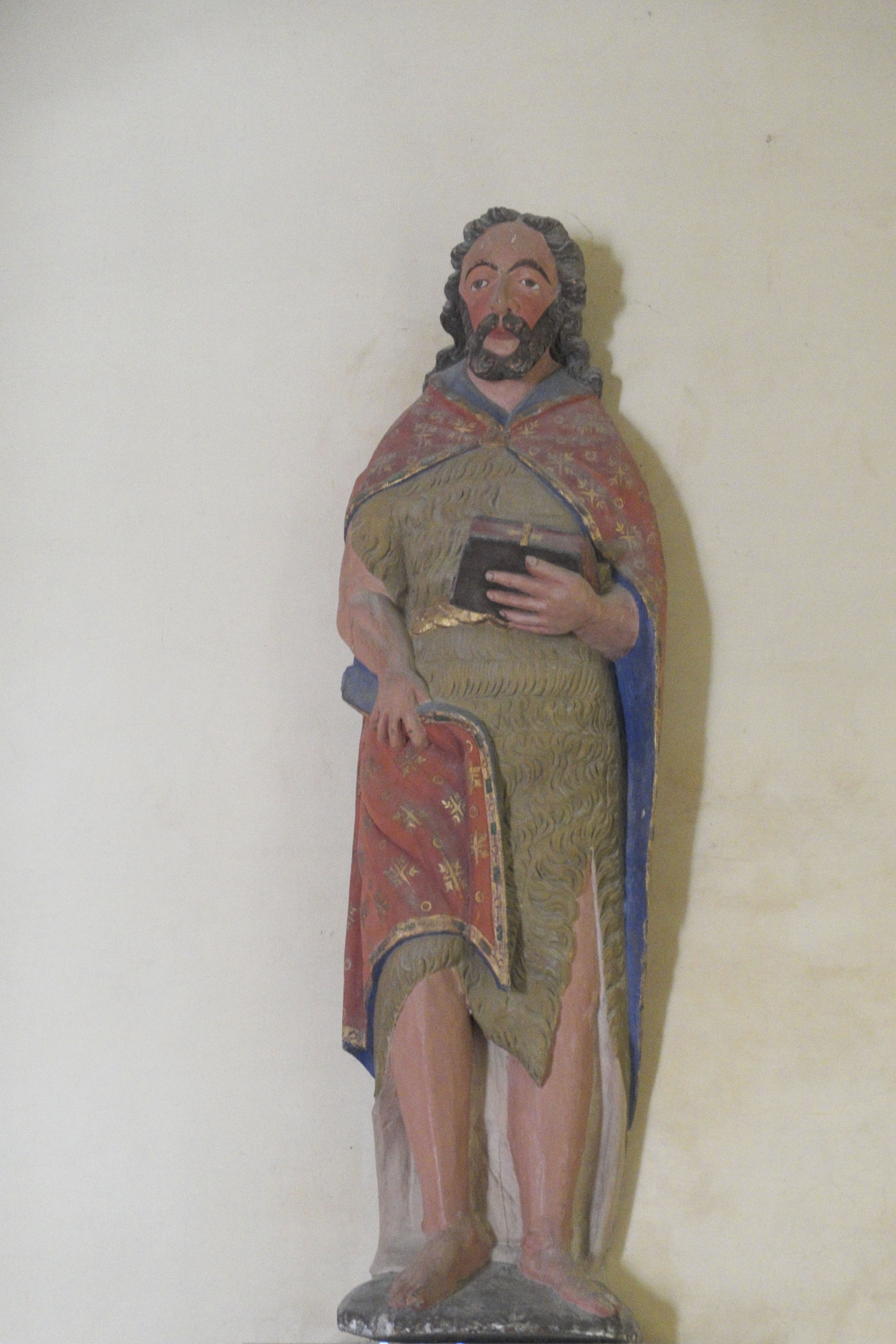
Johannes der Täufer
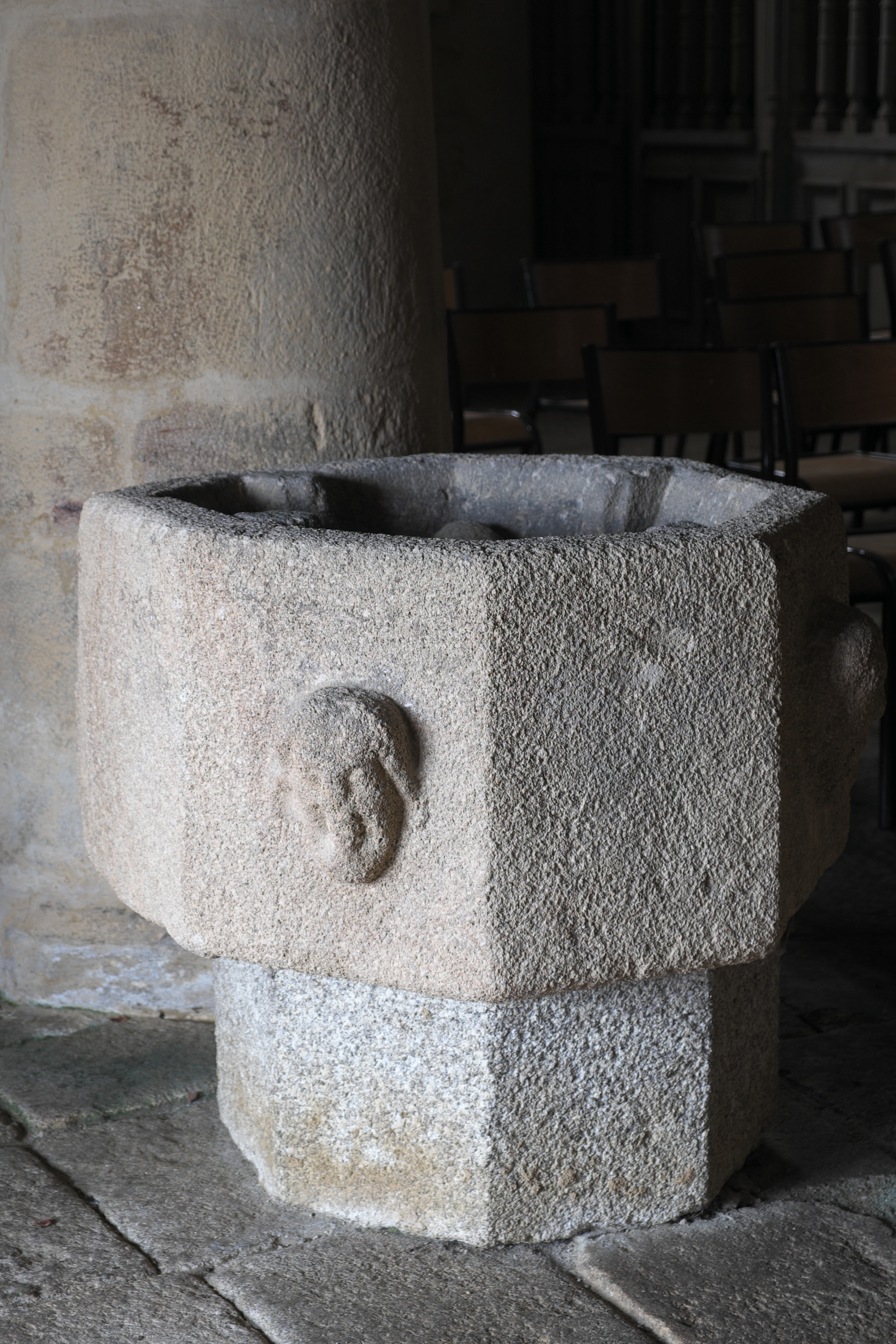
Weihwasserbecken